# The Gilded Age
The Gilded Age (conocida en España y en Hispanoamérica como La edad dorada) es una serie de televisión estadounidense, del género drama histórico, creada por Julian Fellowes para HBO, ambientada a finales del siglo XIX en la ciudad de Nueva York durante el periodo Gilded Age o Edad dorada en Estados Unidos. Se estrenó el 24 de enero de 2022. En febrero de 2022, HBO renovó la serie por una segunda temporada, la cual se estrenó el 29 de octubre de 2023. En diciembre de 2023, fue renovada por una tercera temporada. la cual se estrenó el 22 de junio de 2025. En julio de 2025, fue renovada por una cuarta temporada.

## Premisa
La serie sigue el ingreso en la rígida escena social de la ciudad de Nueva York en 1882 de una joven que se ve arrastrada a los conflictos diarios que rodean a la familia Russell (familia de nouveau riche) y a la familia van Rhijn-Brook (familia establecida), que tienen contactos por todo el mundo desde la Calle 61 cerca de la Quinta Avenida en el Upper East Side de Manhattan. La serie también muestra los conflictos que enfrentan a la clase alta contra la clase media alta; y a la clase alta afroamericana contra los trabajadores domésticos, quienes atienden todas sus necesidades.

## Elenco y personajes

### Principales
- Carrie Coon como Bertha Russell, decidida a usar su dinero y su posición para irrumpir en una sociedad educada que se resiste al cambio.
- Morgan Spector como George Russell, marido de Bertha y hombre de negocios (profesión conocida como "Robber baron").
- Denée Benton como Peggy Scott, una joven y ambiciosa escritora afroamericana que trabaja como secretaria de Agnes.
- Taissa Farmiga como Gladys Russell, hija de los Russell.
- Harry Richardson como Larry Russell, hijo de los Russell, graduado en la Universidad de Harvard.
- Christine Baranski como Agnes van Rhijn, una orgullosa y obstinada socialité adinerada, heredera de la casa Brook.
- Blake Ritson como Oscar van Rhijn, hijo inteligente y carismático de Agnes que busca una heredera rica que le garantice un nivel de vida adecuado y le sirva de escudo para su homosexualidad.
- Cynthia Nixon como Ada Brook, hermana menor de Agnes.
- Louisa Jacobson como Marian Brook, sobrina de Agnes y Ada cuyas circunstancias la obligan a vivir en su casa.
- Simon Jones como Sr. Bannister, un engreído mayordomo inglés de los Van Rhijns que mantiene al resto del personal bajo control.
- Jack Gilpin como Sr. Church, mayordomo de la familia Russell, partidario de la Sra. Russell.
- Thomas Cocquerel como Tom Raikes, un joven abogado que ayuda a Marian. (temporada 1)
- David Furr como Dashiell Montgomery, un viudo y sobrino del difunto esposo de Agnes que se muda a Nueva York con su hija. (temporada 2)
- Matilda Lawler como Frances Montgomery, la hija de Dashiell. (temporada 2)
- Robert Sean Leonard como el Reverendo Luke Forte. (temporada 2)
- Douglas Sills como Monsieur Baudin, el chef de la casa Russell que inicialmente se presenta como francés antes de que se revele que es Josh Borden de Wichita, Kansas. (temporada 2-3, recurrente 1)[6]
- Celia Keenan-Bolger como Mrs. Bruce, ama de llaves de la casa Russell. (temporada 2-3, recurrente 1)[7]
- Mitchell Jones como Mr. Watson, el ayudante de cámara de George Russell. (temporada 2, recurrente 1)[7]
- Patrick Page como Richard Clay, el secretario leal de George Russell. (temporada 2-3, recurrente 1)[6]
- Sullivan Jones como Timothy Thomas Fortune, escritor del periódico The New York Globe. (temporada 2, recurrente 1)[6]
- Jordan Donica como Dr. William Kirkland, un joven doctor afroamericano que se interesa en Peggy. (temporada 3)
- Bill Camp como J. P. Morgan, un banquero mundialmente famoso que se encuentra en conflicto con George respecto al futuro ferrocarrill. (temporada 3)
- Victoria Clark como Madame Dashkova, una médium que dice ser capaz de comunicarse con los muertos. (temporada 3)
- LisaGay Hamilton como Frances Elle Watkins, la famosa sufragista que inspira a Peggy a involucrarse en su causa. (temporada 3)
- Merrit Wever como Monica O'Brien, la distanciada hermana de Bertha, quien aparece en un momento crucial para la familia. (temporada 3)

### Secundarios
- Audra McDonald como Dorothy Scott[7]
- John Douglas Thompson como Arthur Scott[7]
- Jeanne Tripplehorn como Sylvia Chamberlain (temporada 1)
- Ashlie Atkinson como Mamie Fish
- Nathan Lane como Ward McAlliste
- Debra Monk como Armstrong[7]
- Claybourne Elder como John Adams (temporada 1-3)
- Kate Baldwin como Nancy Adams Bell (temporada 3)
- Amy Forsyth como Carrie Astor Wilson[6]
- Taylor Richardson como Bridget[6]
- Kelley Curran como Turner[6]
- Ben Ahlers como Jack Treacher[6]
- Linda Emond como Clara Barton (temporada 1)[6]
- Michel Gill como Patrick Morris (temporada 1)[6]
- Katie Finneran como Anne Morris (temporada 1)
- Ward Horton como Charles Fane[6]
- Andrew Child como Doylestown Farmer[8]
- Christopher Higgins como The Russell Footman
- Dylan Baker como Dr. Logan (temporada 3)
- Michael Cumsty como Mildmay (temporada 3)
- John Ellison Conlee como Weston (temporada 3)
- Hannah Shealey como Charlotte Astor (temporada 3)

### Invitados
- Zuzanna Szadkowski como Mabel Ainsley
- Bill Irwin como Cornelius Eckhard[6]
- Tom Blyth como Archie Baldwin[9]
- Jordan Waller como Oscar Wilde
- Bobby Steggert como John Singer Sargent

## Episodios
| Temporada | Temporada | Episodios | Episodios | Emisión original      | Emisión original        |
| Temporada | Temporada | Episodios | Episodios | Primera emisión       | Última emisión          |
| --------- | --------- | --------- | --------- | --------------------- | ----------------------- |
|           | 1         | 9         | 9         | 24 de enero de 2022   | 21 de marzo de 2022     |
|           | 2         | 8         | 8         | 29 de octubre de 2023 | 17 de diciembre de 2023 |
|           | 3         | 8         | 8         | 22 de junio de 2025   | 10 de agosto de 2025    |

### Temporada 1 (2022)
| N.º en serie | N.º en temp. | Título                                                             | Dirigido por     | Escrito por     | Fecha de emisión original | Audiencia (millones) |
| ------------ | ------------ | ------------------------------------------------------------------ | ---------------- | --------------- | ------------------------- | -------------------- |
| 1            | 1            | «Never The New» «Nunca a los nuevos»                               | Michael Engler   | Julian Fellowes | 24 de enero de 2022       | 0.463                |
| 2            | 2            | «Money Isn't Everything» «El dinero no lo es todo»                 | Michael Engler   | Julian Fellowes | 31 de enero de 2022       | 0.598                |
| 3            | 3            | «Face the Music» «Asumir las consecuencias»                        | Salli Richardson | Julian Fellowes | 7 de febrero de 2022      | 0.542                |
| 4            | 4            | «A Long Ladder» «Una larga escalera»                               | Salli Richardson | Julian Fellowes | 14 de febrero de 2022     | 0.604                |
| 5            | 5            | «Charity Has Two Functions» «La beneficencia tiene dos propósitos» | Salli Richardson | Julian Fellowes | 21 de febrero de 2022     | 0.631                |
| 6            | 6            | «Heads Have Rolled for Less» «Ruedan cabezas por menos»            | Salli Richardson | Julian Fellowes | 28 de febrero de 2022     | 0.682                |
| 7            | 7            | «Irresistible Change» «Cambio imparable»                           | Michael Engler   | Julian Fellowes | 7 de marzo de 2022        | 0.750                |
| 8            | 8            | «Tucked Up in Newport» «Resguardados en Newport»                   | Michael Engler   | Julian Fellowes | 14 de marzo de 2022       | 0.701                |
| 9            | 9            | «Let the Tournament Begin» «Que empiece el torneo»                 | Michael Engler   | Julian Fellowes | 21 de marzo de 2022       | 0.813                |

### Temporada 2 (2023)
| N.º en serie | N.º en temp. | Título                                                      | Dirigido por      | Escrito por                      | Fecha de emisión original | Audiencia (millones) |
| ------------ | ------------ | ----------------------------------------------------------- | ----------------- | -------------------------------- | ------------------------- | -------------------- |
| 10           | 1            | «You Don't Even Like Opera» «Ni siquiera te gusta la ópera» | Michael Engler    | Julian Fellowes                  | 29 de octubre de 2023     | 0.452                |
| 11           | 2            | «Some Sort of Trick» «¿Qué clase de broma es esta?»         | Deborah Kampmeier | Julian Fellowes                  | 5 de noviembre de 2023    | 0.355                |
| 12           | 3            | «Head to Head» «Solo habrá una ganadora»                    | Michael Engler    | Julian Fellowes y Sonja Warfield | 12 de noviembre de 2023   | 0.513                |
| 13           | 4            | «His Grace the Duke» «Su excelencia el duque»               | Deborah Kampmeier | Julian Fellowes                  | 19 de noviembre de 2023   | 0.482                |
| 14           | 5            | «Close Enough to Touch» «Al alcance de la mano»             | Michael Engler    | Julian Fellowes y Sonja Warfield | 26 de noviembre de 2023   | 0.510                |
| 15           | 6            | «Warning Shots» «Disparos de advertencia»                   | Crystle Roberson  | Julian Fellowes                  | 3 de diciembre de 2023    | 0.593                |
| 16           | 7            | «Wonders Never Cease» «Una maravilla más»                   | Michael Engler    | Julian Fellowes y Sonja Warfield | 10 de diciembre de 2023   | 0.584                |
| 17           | 8            | «In Terms of Winning and Losing» «Victorias y derrotas»     | Michael Engler    | Julian Fellowes                  | 17 de diciembre de 2023   | 0.686                |

### Temporada 3 (2025)
| N.º en serie | N.º en temp. | Título                                                | Dirigido por      | Escrito por                      | Fecha de emisión original | Audiencia (millones) |
| ------------ | ------------ | ----------------------------------------------------- | ----------------- | -------------------------------- | ------------------------- | -------------------- |
| 18           | 1            | «Who Is in Charge Here?» «¿Quién manda aquí?»         | Michael Engler    | Julian Fellowes y Sonja Warfield | 22 de junio de 2025       | 0.430                |
| 19           | 2            | «What the Papers Say» «Lo que dicen los periódicos»   | Deborah Kampmeier | Julian Fellowes y Sonja Warfield | 29 de junio de 2025       | —                    |
| 20           | 3            | «Love Is Never Easy» «El amor nunca es fácil»         | Michael Engler    | Julian Fellowes y Sonja Warfield | 6 de julio de 2025        | 0.535                |
| 21           | 4            | «Marriage Is a Gamble» «El matrimonio es una lotería» | Michael Engler    | Julian Fellowes y Sonja Warfield | 13 de julio de 2025       | 0.520                |
| 22           | 5            | «A Different World» «Un mundo diferente»              | Deborah Kampmeier | Julian Fellowes y Sonja Warfield | 20 de julio de 2025       | 0.605                |
| 23           | 6            | «If You Want to Cook an Omelette»                     | Deborah Kampmeier | Julian Fellowes y Sonja Warfield | 27 de julio de 2025       | 0.602                |
| 24           | 7            | «Ex-Communicated»                                     | Salli Richardson  | Julian Fellowes y Sonja Warfield | 3 de agosto de 2025       | 0.672                |
| 25           | 8            | «My Mind Is Made Up»                                  | Salli Richardson  | Julian Fellowes y Sonja Warfield | 10 de agosto de 2025      | 0.954                |

## Producción

### Desarrollo
En septiembre de 2012, The Daily Telegraph publicó que Julian Fellowes estaba trabajando en una precuela derivada de Downton Abbey. Inicialmente concebido como un libro, luego fue planeado para ser recogido por ITV. En ese momento, Fellowes planeaba enfocar el relato en torno al romance de lord Grantham y Cora y su eventual matrimonio como conde y condesa de Grantham.
La producción y la escritura de The Gilded Age comenzaron en enero de 2016. Cuando se le preguntó si ya había escrito el guion, Fellowes dijo: «No, no lo he hecho aún. Lo estoy terminando de hacer este año; espero, con suerte, comenzar a filmarlo a fin de año». El 4 de junio de 2016, en una entrevista para The Los Angeles Times, se le volvió a preguntar por el proyecto, Fellowes respondió entonces: «Estoy "hasta el cuello" inmerso en la investigación en la Época dorada o Gilded Age, puesto que estas personas realmente lograron lo que se proponían».
La confirmación final del desarrollo de la serie fue anunciada por NBC en enero de 2018. Sobre la serie, Fellowes declaró: "Escribir The Gilded Age es el cumplimiento de un sueño personal, he estado fascinado por este período de la historia estadounidense durante muchos años y ahora la NBC me ha dado la oportunidad de llevarlo a una audiencia moderna. No podría estar más emocionado. La verdad es que Estados Unidos es un país maravilloso con una historia rica y variada, y nada podría darme más placer que ser la persona que lleve esa fascinante historia a la pantalla.»
En mayo de 2019, la serie pasó de NBC a HBO. Finalmente, después del retraso por la pandemia de COVID-19, la serie se estrenó el 24 de enero de 2022.

### Casting
En septiembre de 2019, la producción anunció un elenco inicial formado por Christine Baranski, Cynthia Nixon, Amanda Peet y Morgan Spector.
En noviembre de 2019, se anunció que Denée Benton, Louisa Jacobson, Taissa Farmiga, Blake Ritson y Simon Jones se unirían al programa. En enero de 2020, Harry Richardson, Thomas Cocquerel y Jack Gilpin fueron elegidos como protagonistas de la serie, con Jeanne Tripplehorn en un papel secundario. En abril, Carrie Coon fue elegida como Bertha Russell para reemplazar a Peet debido a los retrasos causados por la pandemia de COVID-19. En enero de 2021, Nathan Lane se incorporó al elenco en un papel secundario.

### Filmación
Tras la compra de la serie por parte de HBO, el rodaje en un primer momento iba a comenzar en marzo de 2020, antes de la expansión de la pandemia de COVID-19.
Finalmente, comenzó en febrero de 2021, en Newport (Rhode Island), en localizaciones como el hotel, Chateau-sur-Mer y en las mansiones de The Elms y The Breakers de la ciudad.
El rodaje de la segunda temporada comenzó en agosto de 2022 en varios lugares alrededor de White Plains, Nueva York, incluido el Reid Hall de Manhattanville College, que se utilizó para varios lugares, que incluye oficinas, un salón en casa y una galería/museo de arte. Otras ubicaciones de Nueva York incluyeron Albany, Cohoes, Troy y en Long Island. La serie también filmó en Filadelfia. Las escenas ambientadas en la casa de Susan Blade se filmaron en Kingscote en Newport. El rodaje de la tercera temporada comenzó en julio de 2024.

## Lanzamiento

### Home media
La primera temporada se lanzó en formato de DVD, el 26 de julio de 2022.

## Recepción

### Respuesta crítica
| Temporada | Temporada | Rotten Tomatoes    | Metacritic       |
| --------- | --------- | ------------------ | ---------------- |
|           | 1         | 79 % (76 críticas) | 68 (38 críticas) |
|           | 2         | 94 % (31 críticas) | 73 (21 críticas) |
|           | 3         | 95 % (34 críticas) | 73 (17 críticas) |

En Rotten Tomatoes, la serie tiene un índice de aprobación del 81 % basado en 52 reseñas, con una calificación promedio de 7/10. El consenso crítico del sitio dice: «El tipo de intriga de arriba y abajo de Julian Fellowes hace una transición transatlántica perfecta en The Gilded Age, con un elenco sobresaliente que hace que las tribulaciones de los ricos sean un reloj convincente». En Metacritic, la serie tiene una puntuación de 67 sobre 100, basada en 34 reseñas, lo que indica «reseñas generalmente favorables».

### Premios y nominaciones
| Año  | Premio                                            | Categoría                                                                                    | Nominado | Resultado | Ref.   |
| ---- | ------------------------------------------------- | -------------------------------------------------------------------------------------------- | --- | --------- | ------ |
| 2022 | Premios de la Asociación de Críticos de Hollywood | Mejor serie de cable, drama                                                                  | The Gilded Age | Nominado  | [ 60 ] |
| 2022 | Premios de la Asociación de Críticos de Hollywood | Mejor guion en una serie de cable, drama                                                     | Julian Fellowes (por "Face the Music") | Nominado  | [ 60 ] |
| 2022 | Premios Primetime Emmy a las Artes Creativas      | Mejor diseño de la producción en un programa narrativo de época o fantasía de una hora o más | Bob Shaw, Larry Brown, Laura Ballinger Gardner y Regina Graves (por "Never the New")                                                                    | Ganador   | [ 61 ] |
| 2022 | Set Decorators Society of America Awards          | Mejor diseño de decorado en una serie de época de una hora o más                             | Regina Graves y Bob Shaw | Nominado  | [ 62 ] |
| 2023 | Premios Satellite                                 | Mejor actriz de serie dramática                                                              | Carrie Coon | Nominada  | [ 63 ] |
| 2023 | Premios Satellite                                 | Mejor actriz de reparto de miniserie o serie de televisión                                   | Cynthia Nixon | Nominada  | [ 63 ] |
| 2023 | Premios ADG                                       | Mejor serie de televisión de una sola cámara de una hora                                     | Bob Shaw | Nominado  | [ 64 ] |
| 2023 | Premios CDG                                       | Excelencia en Televisión de Época                                                            | Kasia Walicka-Maimone | Nominada  | [ 65 ] |
| 2024 | Premios del Sindicato de Actores                  | Mejor reparto de televisión - Drama                                                          | The Gilded Age | Nominada  | [ 66 ] |
| 2024 | Premios Primetime Emmy                            | Mejor serie dramática                                                                        | The Gilded Age | Nominada  | [ 67 ] |
| 2024 | Premios Primetime Emmy                            | Mejor actriz - Serie dramática                                                               | Carrie Coon | Nominada  | [ 67 ] |
| 2024 | Premios Primetime Emmy                            | Mejor actriz de reparto - Serie dramática                                                    | Christine Baranski | Nominada  | [ 67 ] |
| 2024 | Primetime Emmy Creative Awards                    | Mejor diseño de producción en una serie histórico o de fantasía                              | Bob Shaw, Larry W. Brown, Lisa Crivelli Scoppa (por "Close Enough To Touch")                                                                            | Nominada  | [ 67 ] |
| 2024 | Primetime Emmy Creative Awards                    | Mejor vestuario en una serie histórico o de fantasía                                         | Kasia Walicka Maimone, Patrick Wiley, Isabelle Simone, Denise Andres, Rebecca Levin Lore (por "You Don’t Even Like Opera")                              | Nominada  | [ 67 ] |
| 2024 | Primetime Emmy Creative Awards                    | Mejor diseño de peluquería en una serie histórico o de fantasía                              | Sean Flanigan, Christine Fennell-Harlan, Jonathan Zane-Sharpless, Aaron Mark Kinchen, Tim Harvey, Jennifer M. Bullock (por "You Don’t Even Like Opera") | Nominada  | [ 67 ] |
| 2025 | Premios Satellite                                 | Mejor actriz en una serie dramática                                                          | Carrie Coon | Nominada  | [ 68 ] |